# マカオドッグレースクラブ

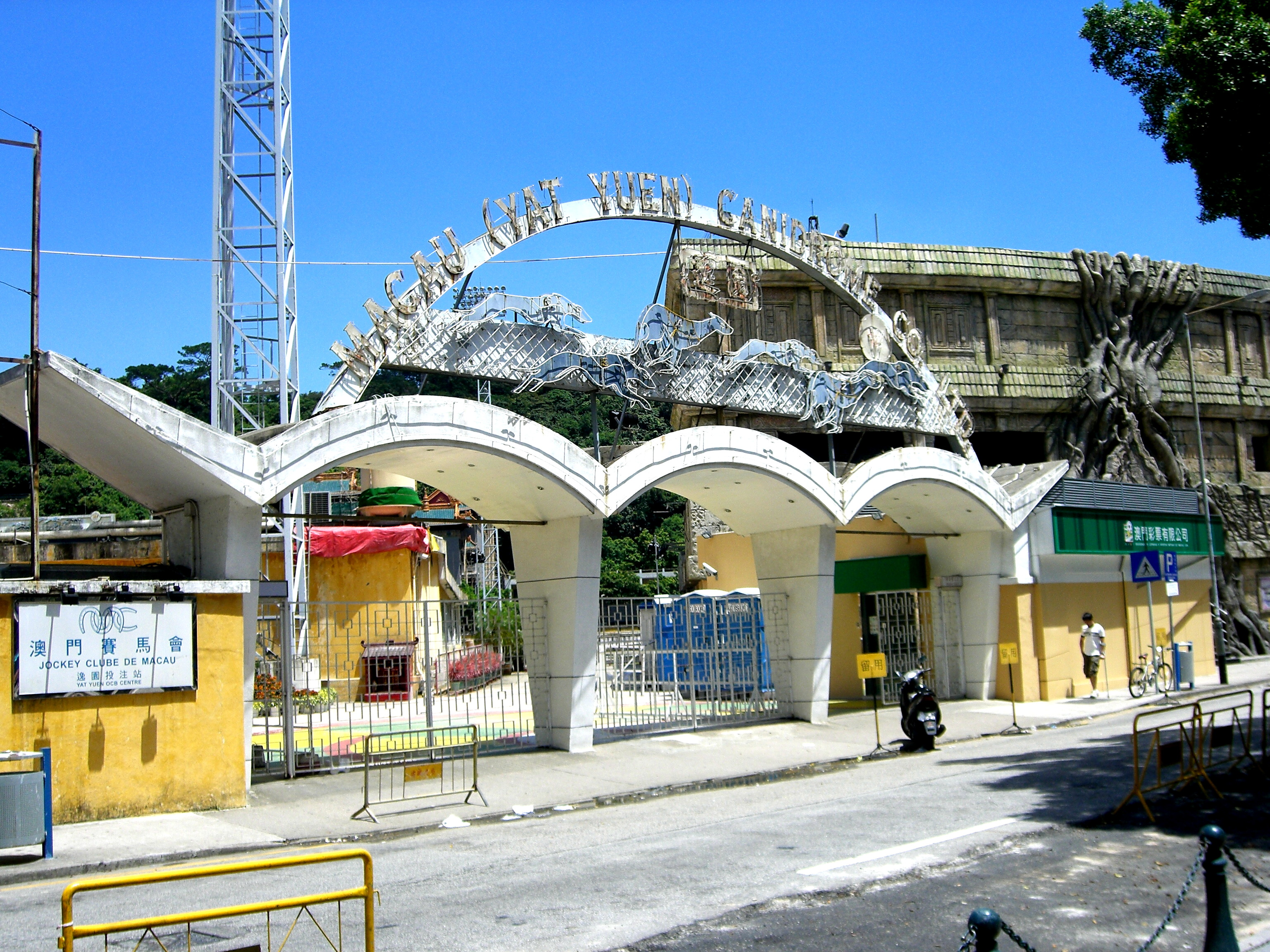
マカオ逸園ドッグレース場

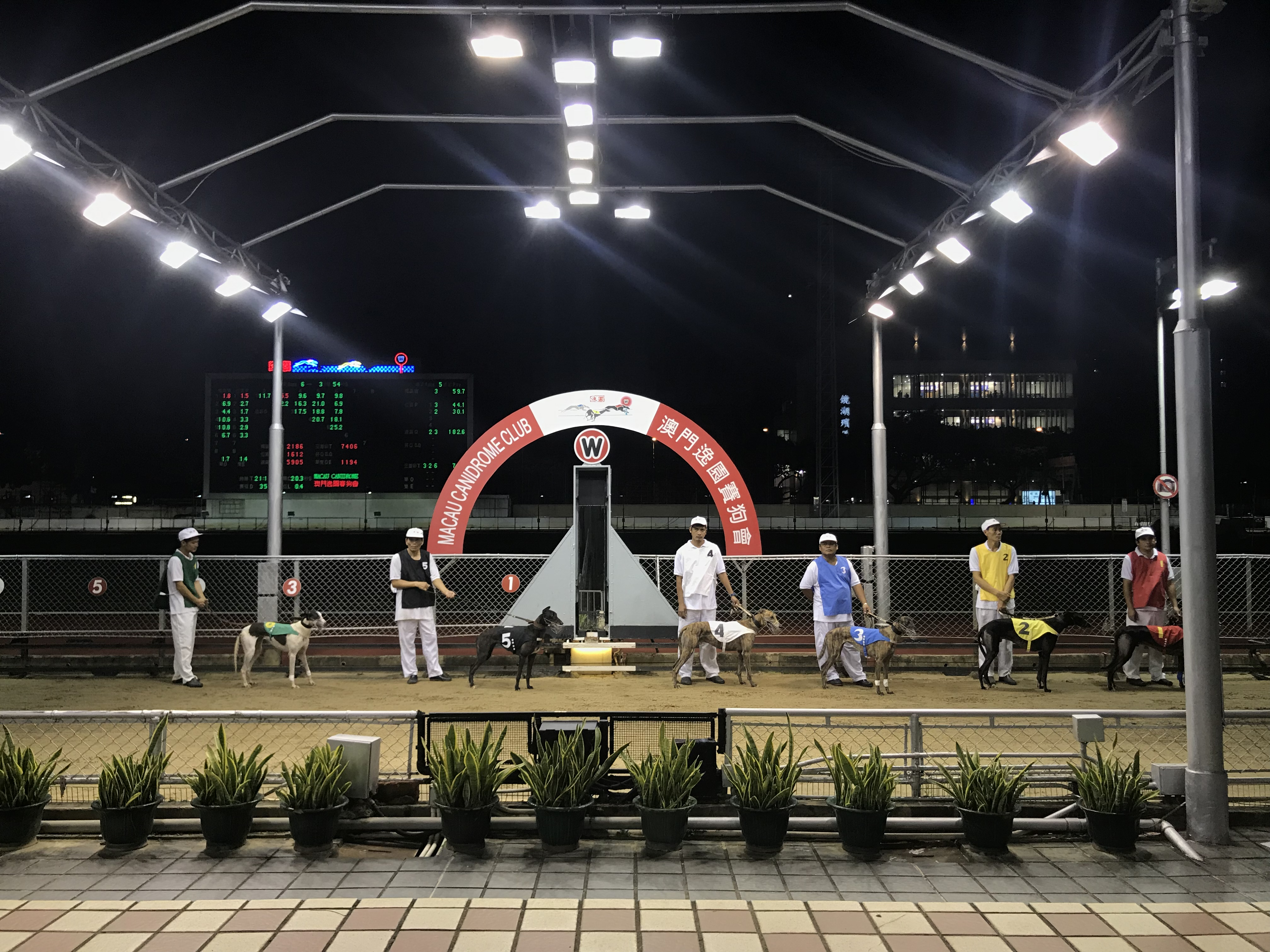
レース前の式典

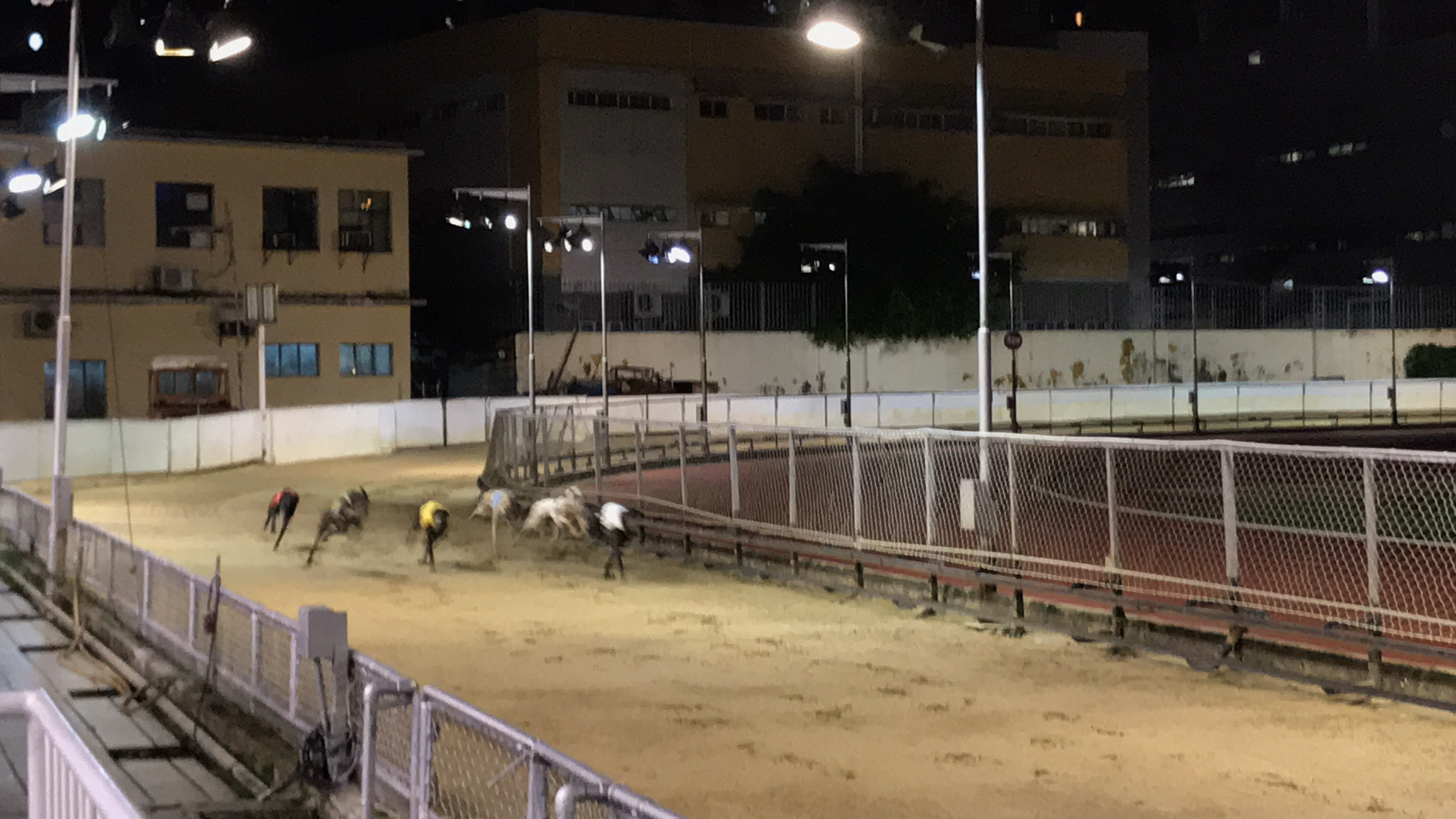
レースコース

マカオドッグレースクラブ（澳門逸園賽狗會）は、中華人民共和国・マカオ特別行政区に存在したドッグレースの競技団体である。

## 沿革
マカオに最初にドッグレース場が設置されたのは1931年8月で、庶民向けのギャンブルとして盛況を博した事から、施設拡充の為、新たに中国との国境付近にドッグレース場を新設した。しかし、その頃には日中戦争などの影響で、中立国のマカオにも不況の波が押し寄せ、また他のギャンブル施設との競争も激烈となった事から売り上げは次第に低下し、結局1938年にドッグレース場は閉鎖されてしまった。
その後ドッグレース場は大陸側から逃れてきた中国人難民の暮らす場所となり、施設は放置状態となったが、1963年になって復活が決定し、かつて上海にあったドッグレースの調教師であったオーストラリア人の調教師らが協力して準備し、上海のドッグレース場で使用されていた出走犬の表示板や、レース開始を告げる鐘（現在も使用されている）、さらには兎のダミーを走行させる機械などをマカオに移設して、ドッグレース場を再開した。
再開後は、マカオのみならず、香港からも数多くのファンが訪れ、マカオのギャンブルのひとつとして人気を博し、場外から投票する利用客の為のサービスに力を入れられ、ラジオやストリーミング中継放送の実施や、香港でも有線電視で専用チャンネルでの中継放送が実施されていた。
しかしながら、カジノの国際開放が行われた2002年以来、高級カジノが上陸して、ドッグレースは旧世代の娯楽として下火になり、動物愛護の世界的風潮からも継続実施が困難となり、2018年6月30日に最後のレースが行われ、同年7月21日をもってドッグレース場は閉鎖された。

## 犬券の種類
以下の種類の犬券を発売している。最小購入単位は10マカオ・パタカから。
- 獨贏（単勝式）
- 位置1（複勝式1着）
- 位置2（複勝式2着）
- 連贏（連勝複式）
- 三重彩（3連勝単式）
- 孖Q（ダブル・指定された2つのレースの連勝複式を的中させる。1日3回実施）

小頭数の割には高配当が多いのが特徴である。

## 犬・調教師
競走犬は、グレイハウンド種が殆どである。2歳程度で調教を開始し、怪我などが無ければ、5年程度出走して引退する。
犬は、能力の高い順に1級から6級に分けられており、最下級の6級に在籍する犬の場合、6級に降級してから連続6回、または6級で15回レースに出走して8回に渡り4着以下になった場合は、自動的に引退となる。また、そのほかのクラスの犬でも、成績が上がらずに見切りを付けられる場合や、脚の怪我などが原因で引退を迎える犬も多い。
能力の高い犬は、引退後に繁殖犬になる場合もある。
調教師は、現在10名が所属しており、1厩舎あたり60～80頭の犬が所属していて、うち健康な犬が、1週間に1回程度のペースで出走している。
賞金は、最上位クラスの最高賞金が3300マカオ･パタカで、最下級条件の1着賞金が1540マカオ・パタカとなっている。4着まで賞金があり、全クラスともに4着賞金は100マカオ･パタカである。

## 施設
カニドロームドッグレース場（筷子基･跑狗場）で、毎週水曜日と金曜日を除く5日開催されている。全てナイターレースで1日18競走実施し、19:30頃に第1競走を行い、第18競走が23:45頃となる。
- バス：1、1A、3、4、5、7、9、9A、23、25、26、26A、32、33、34またはN1、N2（深夜バス）に乗って「逸園賽狗場」で下車。